# سيرجي بونوماريف
سيرجي بونوماريف (بالروسية: Пономарёв, Сергей Николаевич)‏ هو لاعب كرة قدم روسي في مركز الدفاع، ولد في القرن العشرين في الاتحاد السوفيتي. لعب مع نادي ذوب آهن أصفهان.